# T'Pol
T'Pol är en fiktiv karaktär i TV-serien Star Trek: Enterprise som spelas av Jolene Blalock. T'Pol är Vulcan och kom till Jorden år 2149 i Star Treks universum. Hon arbetar som första officer på Enterprise NX-01. Men hennes egentliga uppgift är att övervaka den mänskliga utvecklingen och att vara en ambassadör mellan människor och utomjordingar. T'Pol anses vara en oortodox vulcan som har lätt för att anpassa sig.
T'Pol bar graden "sub-commander", något som ställde henne i rangordning under Jonathan Archer men över Charles "Trip" Tucker III. I säsong tre lämnade hon "Vulcan High Command" men stannade kvar som sekond på Enterprise. I säsong fyra fick hon en officersfullmakt som kommendörkapten (commander) från Stjärnflottan.
Hon inledde ett förhållande med Charles "Trip" Tucker III, med vilken hon skapat en mental vulcansk förbindelse ("Bond").